# Cosmia rufa
Cosmia rufa är en fjärilsart som beskrevs av Embrik Strand 1921. Cosmia rufa ingår i släktet Cosmia och familjen nattflyn. Inga underarter finns listade i Catalogue of Life.